# Acronyctodes mexicanaria
Acronyctodes mexicanaria är en fjärilsart som beskrevs av Walker 1860. Acronyctodes mexicanaria ingår i släktet Acronyctodes och familjen mätare. Inga underarter finns listade i Catalogue of Life.